# Selenca maculata
Selenca maculata – gatunek kosarza z podrzędu Laniatores i rodziny Assamiidae. Jedyny znany przedstawiciel monotypowego rodzaju Selenca.

## Występowanie
Gatunek występuje w Afryce. Wykazany dotąd z Togo i Kamerunu.